# Light Warlpiri
Light Warlpiri là một ngôn ngữ được gần 300 người dân sống ở vùng sa mạc hẻo lánh cách thị trấn Katherine, miền bắc Australia khoảng 644 km. Đây là dạng ngôn ngữ "pha trộn" bởi nó được pha trộn đặc điểm ngôn ngữ của nhiều loại, gồm tiếng Warlpiri truyền thống, sử dụng bởi 6.000 người dân bản địa sống rải rác ở khắp vùng sa mạc Tanami miền bắc Australia; tiếng Kriol, loại ngôn ngữ Creole phát triển dựa trên nền tiếng Anh căn bản, sử dụng ở các vùng miền khác nhau của đất nước, và tiếng Anh chính thống.
Người ta cho rằng Light Warlpiri bắt đầu hình thành từ những thập niên 1970 và 1980, khi trẻ em pha tạp giữa tiếng Anh, tiếng Kriol và Warlpiri tạo thành tiếng Light Warlpiri trong giao tiếp hàng ngày. Dần dần sau đó, người lớn lại truyền lại cho thế hệ con trẻ và tiếng Light Warlpiri được phát triển từ đó
Trong ngôn ngữ này, hầu hết các động từ có nguồn gốc từ tiếng Anh, hoặc tiếng Kriol, nhưng hầu hết các yếu tố ngữ pháp lại xuất thân từ tiếng Warlpiri.